# 사랑은 타이핑 중!
사랑은 타이핑 중!(Populaire)은 레지 루앙사르가 감독을 맡은 2012년에 개봉한 프랑스의 로맨틱 코미디 드라마 영화이다. 대니얼 프레슬리, 레지 루앙사르,로망 콩팽이 공동 각본을 썼다. 본래 원 제목인 Populaire(포퓔레르)는 영화에서 사용된 타자기(Japy Populaire, 자피 포퓔레르)에서 이름 붙여진 것이다. 줄거리는 루이 에샤르 (로망 뒤리스 역)에게 훈련을 받은 로즈 팡필 (데보라 프랑수아 역)이 뉴욕에서 열린 1959년 세계 스피드 타이핑 대회를 우승하며 세계에서 가장 빠른 타이피스트가 되는 내용을 다루고 있다.

## 출연
- 로망 뒤리스 - 루이 에샤르
- 데보라 프랑수아 - 로즈 팡필
- 베레니스 베조 - 마리 테일러
- 숀 벤슨 - 밥 테일러
- 멜라니 베르니에 - 애니 르프린스 랭게
- 페오도르 아킨 - 앙드레 자피
- 니콜라 베도스 - 질베르 자피
- 에디 미첼 - 조르주 에샤르
- 미우 미우 - 마들렌 에샤르
- 잔 코엥디 - 프랑수아즈
- 캐롤린 틸레트 - 라 방
- 프레데릭 피에로 - 장 팡필
- 마리우스 콜루치 - 루시엥 에샤르
- 에믈린 바야르 - 자클린 에샤르
- 야닉 랑드렝 - 레오나르 에샤르
- 나타샤 지라르 - 에블린 에샤르
- 도미니크 레이몽 - 마담 소로프스키
- 위고 드 수사 - 조 테일러